# ریال (نام خانوادگی)
ریال نام خانوادگی با ریشه اسپانیایی است.
این نام خانوادگی می‌تواند به موارد زیر اشاره داشته‌باشد:
- هکتور ریال، بازیکن فوتبال و سرمربی اهل اسپانیا
- مونیکا ریال، صداپیشه و مدیر دوبلاژ اسپانیایی‌تبار اهل آمریکا
- علی ریال، بازیکن فوتبال اهل الجزایر
- نوریا ریال، خواننده سوپرانوی اپرا اهل اسپانیا
- اوراسیو باسکز–ریال، نویسنده، روزنامه‌نگار و مترجم آرژانتینی مقیم اسپانیا
- بی-ریال، خواننده و بازیگر آمریکایی
- دیوید ریال، بازیگر انگلیسی